# Arque
Arque ist eine Ortschaft im Departamento Cochabamba im südamerikanischen Anden-Staat Bolivien.

## Lage im Nahraum
Arque ist Sitz der Verwaltung der Provinz Arque und zentraler Ort des Municipio Arque. Die Ortschaft liegt auf einer Höhe von 2742 m im Tal des Río Arque, einem der Oberläufe des bolivianischen Río Grande, in der bolivianischen Cordillera Central.

## Geographie
Arque liegt in einem der nördlichen Ausläufer der bolivianischen Cordillera Central. Das Klima ist semi-arid und ein typisches Tageszeitenklima, bei dem die mittleren Temperaturunterschiede zwischen Tag und Nacht deutlicher ausfallen als zwischen den Jahreszeiten.
Arque weist einen durchschnittlichen Jahresniederschlag von 600 mm und einer Jahresdurchschnittstemperatur von 11 °C auf. Die Trockenzeit dauert von Mai bis September und weist niedrigere Temperaturen auf, ist aber frostfrei. Die Regenzeit dauert von Dezember bis Februar und ist wärmer als der Jahresdurchschnitt (siehe Klimadiagramm Arque).

## Verkehrsnetz
Durch Arque verläuft eine wichtige Verbindungsstraße zwischen den beiden Großstädten Oruro und Cochabamba, parallel zu der weiter nördlich verlaufenden Nationalstraße Ruta 4. Sie verbindet die Provinzhauptstädte Bolívar, Arque und Capinota und folgt zwischen Arque und Capinota dem Flusslauf des Río Arque.

## Bevölkerung
Die Einwohnerzahl der Ortschaft war in den vergangenen beiden Jahrzehnten deutlichen Schwankungen unterworfen:
| Jahr | Einwohner | Quelle       |
| ---- | --------- | ------------ |
| 1992 | 296       | Volkszählung |
| 2001 | 487       | Volkszählung |
| 2012 | 308       | Volkszählung |
| 2024 |           | Volkszählung |